# 26414 Amychyao
26414 Amychyao è un asteroide della fascia principale. Scoperto nel 1999, presenta un'orbita caratterizzata da un semiasse maggiore pari a 2,4380449 UA e da un'eccentricità di 0,1118475, inclinata di 6,57431° rispetto all'eclittica.